# Victor Namo
Victor Namo (Ibadan, 3 novembre 1988) è un ex calciatore nigeriano, di ruolo attaccante.

## Carriera
Dal 2006 al 2013 ha giocato nei Kano Pillars, con cui nella stagione 2007-2008 ha anche vinto un campionato, ripetendosi nella stagione 2011-2012; nella CAF Champions League 2009 ha segnato 6 gol in altrettante presenze, risultando il secondo miglior marcatore della competizione; ha poi giocato un'ulteriore partita in CAF Champions League nel 2011. Nel 2013 ha giocato per un breve periodo nello State Bank of Travancore, principale squadra di Trivandrum, nella seconda serie indiana. È poi passato allo Nasarawa United, con cui nella stagione 2012-2013 ha segnato 12 gol nella massima serie nigeriana, mentre l'anno seguente ne ha realizzati 7 per poi passare a stagione in corso all'Al-Ahly Bengasi, squadra del campionato libico, con cui segna 4 gol in 8 presenze in CAF Champions League. In seguito tra il 2016 ed il 2020 gioca nuovamente nella prima divisione nigeriana, al Plateau Utd, con cui nel 2017 vince anche un campionato.

## Palmarès

### Club

#### Competizioni nazionali
- Campionato nigeriano: 3

Kano Pillars: 2007-2008, 2011-2012
Plateau United: 2017

### Individuale
- Capocannoniere del campionato nigeriano: 1

2013 (18 reti)